# Gioacchino Guaragna
Gioacchino Guaragna (* 14. Juni 1908 in Mailand; † 19. April 1971 ebenda) war ein italienischer Florettfechter. Er wurde Olympiasieger und Weltmeister.

## Erfolge
Gioacchino Guaragna wurde zwischen 1929 und 1938 achtmal Weltmeister. Im Einzel gewann er den Titel 1933 in Budapest und 1938 in Piešťany, mit der Mannschaft 1929 in Neapel, 1930 in Lüttich, 1931 in Wien, 1933 in Budapest, 1934 in Warschau und 1938 in Piešťany. Außerdem gewann er 1927 und 1930 Bronze im Einzel. Guaragna nahm an drei Olympischen Spielen teil: 1928 wurde er in Amsterdam mit der Mannschaft Olympiasieger. Gemeinsam mit Giorgio Chiavacci, Giulio Gaudini, Giorgio Pessina, Ugo Pignotti und Oreste Puliti blieb er im gesamten Turnierverlauf ungeschlagen. Vier Jahre darauf zog er erneut mit der italienischen Equipe in die Finalrunde ein, die Italien zunächst punktgleich mit Frankreich und den Vereinigten Staaten auf dem ersten Rang abschloss. Im Stechen gewann Italien gegen die US-Amerikaner, die wie die Italiener gegen die Franzosen unterlagen, womit Guaragna Silber erhielt. Im Einzel verpasste er mit Rang vier knapp einen weiteren Medaillengewinn. Bei den Olympischen Spielen 1936 in Berlin erreichte er im Einzel ebenfalls die Finalrunde, die er mit 3:4-Siegen auf dem fünften Rang abschloss. Auch mit der Mannschaft zog er zum wiederholten Male in die Finalrunde ein, in der die italienische Equipe ungeschlagen blieb und vor Frankreich Olympiasieger wurde. Neben Guaragna gehörten Giorgio Bocchino, Manlio Di Rosa, Giulio Gaudini, Gustavo Marzi und Ciro Verratti zur Siegermannschaft. Sein letztes internationales Gefecht bestritt er 1949.